# Zeittafel Osttimor
Die Zeittafel Osttimor gibt die Ereignisse der Geschichte Osttimors und der Kolonie Portugiesisch-Timor wieder.

## Vorkoloniale Zeit

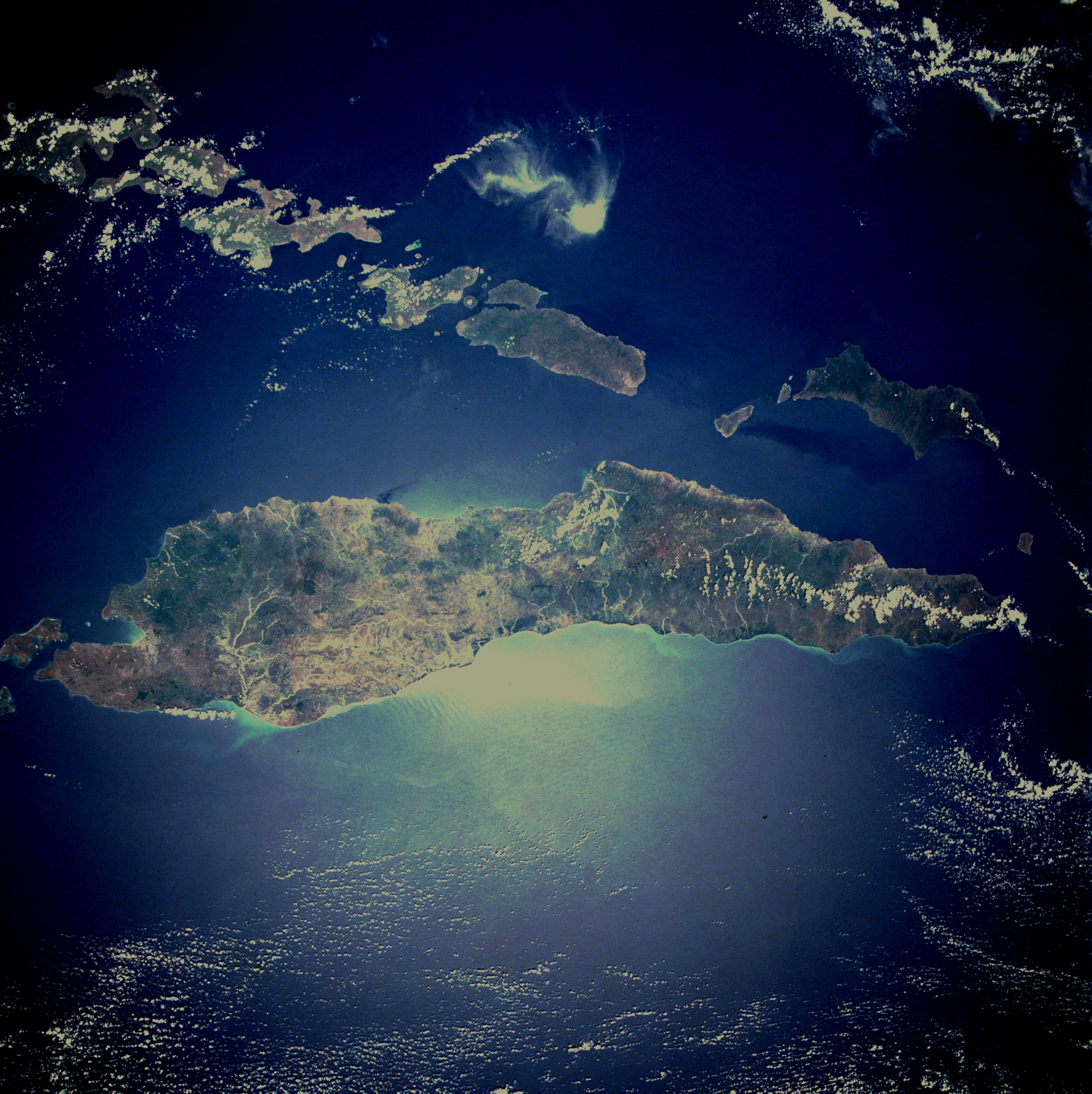
Satellitenaufnahme von Timor

Die Besiedlung Timors begann bereits vor 42.000 Jahren. Archäologische Funde aus dieser Zeit legen nahe, dass die Besiedlung Australiens über die Kleinen Sundainseln erfolgte. Die Vorfahren der heutigen Einwohner kamen hauptsächlich in drei bis vier Einwanderungswellen, was eine sehr heterogene Bevölkerung zur Folge hatte. Zu ihnen gehörten Vedo-Austronesen, Melanesier und Malaien. In späteren Jahrhunderten sollten noch Portugiesen, Araber und Chinesen folgen.
Die Zugehörigkeit Timors zu verschiedenen Großreichen der Region, wie sie von indonesischen Historikern früher propagiert wurde, ist äußerst umstritten. Die Timoresen bildeten zahlreiche kleine Königreiche, die durch ein komplexes System miteinander verbunden waren. Grob konnte man Anfang des 16. Jahrhunderts drei Allianzen unterscheiden, deren Einzelreiche aber auch untereinander Verbindungen hatten. Stark ritualisierte Kriege zur Kopfjagd waren nicht ungewöhnlich.
Der Handel mit Sandelholz, dem über Jahrhunderte wichtigsten Handelsgut der Insel, zwischen Timor und China und Indien, ist seit dem 10. Jahrhundert nachgewiesen.

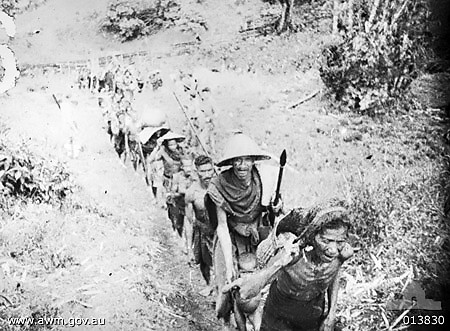
Timoresische Guerillakämpfer im Zweiten Weltkrieg

Der Ausbau Dilis zur neuen Hauptstadt der portugiesischen Kolonie kam der Aufgabe des größten Teils Westtimors gleich, wovon die Niederländer profitierten. Die Festlegung der Grenze zwischen den beiden Kolonialmächte sollte sich aber bis ins 20. Jahrhundert hinziehen. Bereits in der zweiten Hälfte des 19. Jahrhunderts trat Portugal seine Besitzungen auf den anderen Inseln des Archipels an die Niederlande ab. Innerhalb Portugiesisch-Timors kam es mehrfach zu Aufständen gegen die Kolonialherren. Die größte war die Rebellion in Manufahi 1911/12. Erst mit ihrer Niederschlagung gelang es Portugal eine wirkliche Macht auf seine Kolonie auszuüben. Zuvor war man auf die einheimischen Herrscher, die Liurais angewiesen.
Während der Erste Weltkrieg spurlos an der Kolonie vorbeiging, wurde Portugiesisch-Timor von Japan während des Zweiten Weltkrieges besetzt. Die Kolonie des neutralen Landes wurde Schauplatz eines Guerillakrieges, der Schlacht um Timor. Nach dem Krieg übernahm Portugal wieder die Kontrolle über Osttimor. Nach dem Sturz der Diktatur durch die Nelkenrevolution sollte auch Portugiesisch-Timor auf die Unabhängigkeit vorbereitet werden, doch es kam zum Bürgerkrieg zwischen den beiden größten Parteien der Kolonie. Die portugiesische Administration zog sich zurück. Als der Nachbar Indonesien mit der Besetzung grenznaher Gebiete begann, rief die FRETILIN die unabhängige Demokratische Republik Timor-Leste aus.
| Vorkoloniale Zeit            | |
| Vor 42.000 Jahren            | Menschen hinterlassen ihre Spuren in der Höhle Jerimalai im äußersten Osten Timors.                                   |
| Vor 20.000 bis 40.000 Jahren | Einwanderung von vedo-austronesischen Gruppen, Vorfahren der Atoin Meto.                                              |
| 3000 v. Chr.                 | Einwanderung der Melanesier, Vorfahren der Fataluku (unsicher), Makasae, Makalero und Bunak.                          |
| 2500 v. Chr.                 | Einwanderung von Proto-Malaien.                                                                                       |
| 500 n. Chr.                  | mögliche Einwanderung von Deutero-Malaien.                                                                            |
| 7. bis 13. Jahrhundert       | Das Srivijaya-Reich herrscht über Teile des Malaiischen Archipels. Die Zugehörigkeit Timors ist äußerst umstritten.   |
| 10. Jahrhundert              | Timoresisches Sandelholz wird bereits nach China und Indien exportiert.                                               |
| 1225                         | Der Chinese Zhao Rukuo nennt Timor als einen Herkunftsort für Sandelholz.                                             |
| 1292 bis ins 14. Jahrhundert | Das Majapahit-Reich herrscht über Teile des Indonesischen Archipels. Die Zugehörigkeit Timors ist äußerst umstritten. |
| 14. Jahrhundert              | Einwanderung der Tetum.                                                                                               |
| 1350                         | Das chinesische Tao-i chin-lueh beschreibt den Sandelholzhandel auf Timor.                                            |

## Kolonialzeit

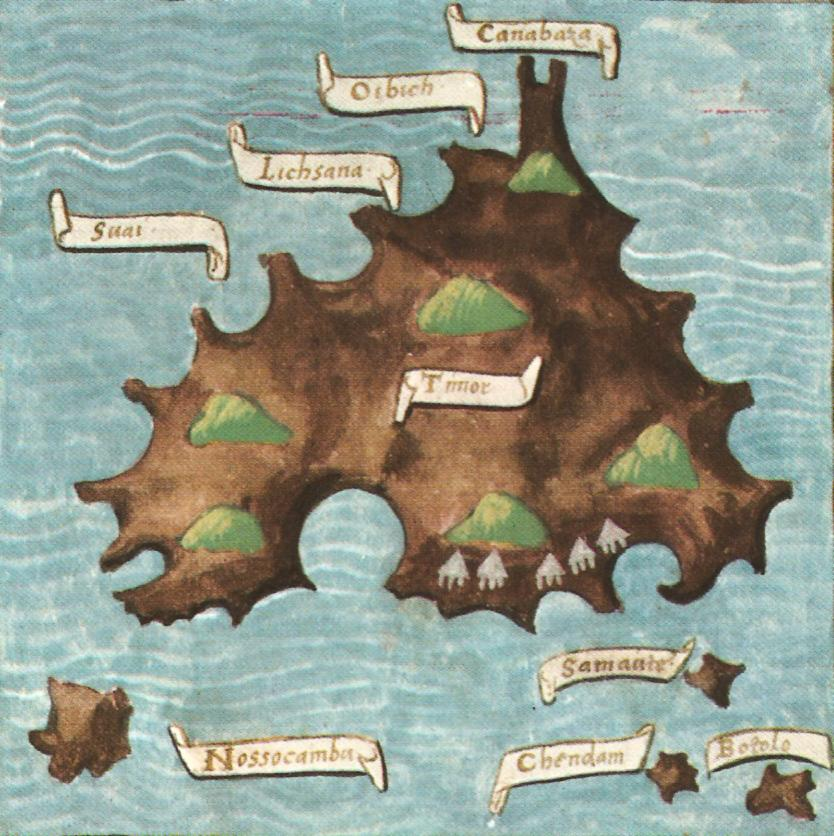
Karte von Timor aus dem Jahre 1512

Anfang des 16. Jahrhunderts erreichen die Portugiesen als erste Europäer die Insel und beginnen Handelsposten zu errichten. Erst als die Niederländer sich ebenfalls in der Region engagieren, versucht Portugal die Insel militärisch und administrativ unter ihre Kontrolle zu bringen. Das Hauptaugenmerk liegt in dieser Zeit auf den Westen der Insel. 1642 gelingt es den Portugiesen Wehale, das wichtigste Reich der Insel zu besiegen und weite Teile Westtimors zu unterwerfen. Die einheimischen Kleinkönige (Liurais) erkennen die Oberhoheit Portugals an und zahlen Tribut, behalten aber letztlich die Macht über Land und Leute in ihren Händen.
Neben der einheimischen Bevölkerung und den Niederländern sind die Topasse, eine Mischbevölkerung aus Portugiesen und Einheimischen, die größten Widersacher um die Macht. Den Topasse gelingt es Bündnisse mit den Timoresen einzugehen und eigene Reiche zu errichten, die nur nominell unter portugiesischer Oberhoheit stehen. Die Topasse kontrollieren den Handel im Landesinneren, während der Außenhandel mit Sandelholz zunehmend von Chinesen übernommen wird, so dass er für die Europäer schließlich unprofitabel wird.
Portugiesen und Topasse gelingt es nicht die Niederländer von der Insel zu vertreiben. Als die Topasse 1756 von ihnen vernichtend geschlagen werden, unterzeichnet der Großteil der westlichen Herrscher einen Bündnisvertrag mit der niederländischen Ostindiengesellschaft. Die politische Teilung der Insel beginnt. Zwischenzeitlich setzt die Cailaco-Rebellion den Portugiesen schwer zu. Schließlich werden sie aus ihrer ersten Hauptstadt Lifau vertrieben und verlagern ihr Zentrum mit der neuen Hauptstadt Dili in den Osten der Insel.

### 16. Jahrhundert
| Kolonialzeit                    | |
| 16. Jahrhundert                 | |
| 15. August 1511                 | Afonso de Albuquerque erobert Malakka. Den Portugiesen steht damit der Weg zu den östlichen Inseln offen.                        |
| 1512                            | António de Abreu erreicht als erster Europäer Timor.                                                                             |
| 2. Januar 1514                  | Erstmalige Nennung der Insel Timor unter ihrem Namen in einem portugiesischen Dokument.                                          |
| 1515                            | Dominikaner kommen als Missionare nach Timor.                                                                                    |
| 1520                            | Die Portugiesen landen erstmals in der Bucht von Dili.                                                                           |
| 26. Januar bis 13. Februar 1522 | Antonio Pigafetta besucht Timor im Rahmen der Magellanexpedition und liefert erstmals eine genauere Beschreibung über die Insel. |
| 1551                            | Nach dem Verbot des Seehandels durch Kaiser Jiajing bleiben die chinesischen Händler einige Zeit aus.                            |
| 1556                            | Die Dominikaner gründen Lifau, ihre erste Siedlung auf Timor.                                                                    |
| 1586                            | Portugal erklärt große Teile Timors zur Kolonie Portugiesisch-Timor.                                                             |
| 1590                            | In Mena wird die erste Kirche Timors errichtet.                                                                                  |
| ab 1595                         | Antonio Viegas wird der erste Capitão, der die Aufgaben eines Gouverneurs in der Region übernimmt.                               |

### 17. Jahrhundert
| 17. Jahrhundert                                                                                        | |
| 4. Juni 1613                                                                                           | Der Niederländer Apollonius Schotte landet in Mena. Mena, Asson und weitere Reiche schließen ein Zwangsbündnis mit den Niederlanden. Wenige Tage später erobert Schotte die portugiesische Festung von Kupang. |
| 1616                                                                                                   | Die Niederländer geben ihre Stützpunkte auf Timor auf. |
| 1640                                                                                                   | Die Niederländer gründen einen Stützpunkte in der Bucht von Kupang. |
| 1641                                                                                                   | Mena und das timoresische Reich von Lifau schließen mit Portugal ein Bündnis und treten zum Christentum über.                                                                                                  |
| 1641                                                                                                   | Karaeng Kanjilo (Tumammaliang ri Timoroq), muslimischer Sultan von Tallo (Sulawesi), führt vom 15. Januar bis 7. Mai eine Militärexpedition nach Timor. Drei Monate raubt er an Nord- und Südküste Timors      |
| 26. Mai 1641                                                                                           | Francisco Fernandes besiegt eine Streitmacht des Liurais von Wehale an der Grenze zu Mena. |
| 1641/42                                                                                                | Portugal unterwirft mit einer Militäraktion das westliche Timor inklusive Sonba’i und Wehale. |
| 1642                                                                                                   | Timor erhält den Namen Ilha de Santa Cruz (Insel des Heiligen Kreuzes). |
| 1642                                                                                                   | Ein portugiesisches Fort wird in Kupang wieder aufgebaut. |
| 1642                                                                                                   | Die Topasse lassen sich verstärkt auf Timor nieder. |
| 1644                                                                                                   | Zwei Angriffe der Niederländer auf das portugiesische Fort in Kupang scheitern. |
| 1644                                                                                                   | Die Liurais von Luca und Açao werden christianisiert. |
| 1647                                                                                                   | Ein Generalvikar wird für Timor ernannt. |
| 1647                                                                                                   | Antonio de São Jacointo verstärkt die Festung in Kupang. |
| 1650                                                                                                   | Auf Betreiben Goas hin warnen die Portugiesen christliche Timoresen davor, mit anderen, als ihnen Handel zu betreiben.                                                                                         |
| 1653                                                                                                   | Die Niederländer zerstören den portugiesischen Stützpunkt in Kupang, der aber wieder aufgebaut wird. |
| 1655                                                                                                   | Der Liurai von Sonba’i bricht das Bündnis mit Portugal und greift Portugiesen in seinem Reich an. Danach schließt er ein Bündnis mit den Niederländern                                                         |
| 1656                                                                                                   | Ein portugiesischer Kommandant wird zum ersten Verwalter der Kolonie ernannt. |
| 27. Januar 1656                                                                                        | General Arnold de Vlamigh van Outshoorn erobert Kupang, muss es aber erneut nach schweren Verlusten aufgeben.                                                                                                  |
| 1658                                                                                                   | Die Topasse und Portugiesen vernichten das Reich von Sonba’i. Überlebende siedeln sich bei Kupang an. |
| 1661                                                                                                   | Die VOC schließt eine Vereinbarung mit Portugal. Die Niederländer dürfen ihren Posten bei Kupang behalten, dafür wird die portugiesische Oberhoheit über den Großteil der Insel zunächst anerkannt.            |
| 1665                                                                                                   | Mit Simão Luis wird erstmals ein Capitão-Mor als Oberbefehlshaber für Timor und Solor ernannt. Luis stirbt aber vor der Amtseinführung.                                                                        |
| 1665                                                                                                   | Sonbai Kecil, Helong und Amabi verbünden sich mit der Niederländischen Ostindien-Kompanie. |
| 1667                                                                                                   | Maubara fällt unter die Oberhoheit der Niederlande. |
| 1673                                                                                                   | António da Hornay regiert de facto als Fürst über Larantuka, Solor und Teile Timors. |
| 1678                                                                                                   | Raja Ama Besi von Kupang verbündet sich mit den Amarasi und greift den Nachfolger auf seinen Thron an, der von der Niederländischen Ostindien-Kompanie unterstützt wird.                                       |
| 1678                                                                                                   | Ade (Vemasse) und Manatuto, die sich auf Seiten der Niederländer und Makassaren gestellte hatten, werden von einer Flotte der Topasse erobert und unter die Hoheit der Portugiesen zurückgestellt.             |
| 1681Die portugiesischen Besitzungen auf Timor werden offiziell zu einem Teil von Portugiesisch-Indien. | |
| 1683                                                                                                   | Amfo'an verbünden sich mit der Niederländischen Ostindien-Kompanie. |
| 1683                                                                                                   | Taebenu verbünden sich mit der Niederländischen Ostindien-Kompanie. |
| 1688                                                                                                   | Die Topasse und Portugiesen vernichten das Reich von Taebenu. Überlebende siedeln sich bei Kupang an. |
| 1688                                                                                                   | Mit Hilfe der „fünf loyalen Alliierten“ erobert die Niederländische Ostindien-Kompanie (VOC) Kupang endgültig.                                                                                                 |
| 1697                                                                                                   | Der Dominikaner Manuel de Santo António kommt nach Timor. 1701 wird er von Papst Clemens XI. zum Bischof von Malakka ernannt und residierte bis 1722 in Lifau.                                                 |
| 1697                                                                                                   | Gouverneur António de Mesquita Pimentel wird von Domingos da Costa in Ketten nach Goa zurückgeschickt. |
| 1698                                                                                                   | Pimentels Nachfolger André Coelho Vieira wird bereits in Larantuka von Domingos da Costa abgefangen und zurückgeschickt.                                                                                       |

### 18. Jahrhundert
| 18. Jahrhundert                                         | |
| 20. Februar 1702                                        | Mit António Coelho Guerreiro tritt erstmals ein portugiesischer Gouverneur sein Amt auf Timor an. Lifau wird Verwaltungssitz. |
| 1708                                                    | Domingos da Costa belagerte Lifau nach der widerrechtlichen Festnahme von Mateus da Costa von Viqueque. Bischof Manuel de Santo António kann ihn 1709 zur Beendigung überreden.                                                    |
| 1710 bis 1714                                           | Tributzahlungen (Fintas) der Liurai an die Portugiesen werden eingeführt. |
| 1711 bis 1713                                           | Die Herrscher von Amakono rebellieren, nachdem Bischof Santo António den Gott der Sonba’i beleidigt hat. Die Rebellion scheitert und die Anführer fliehen nach Kupang. Domingos da Costa verwüstet daraufhin die Region um Kupang. |
| 1719                                                    | Mehrere Liurais bilden den Camenaça-Pakt gegen die Portugiesen. Beginn der Cailaco-Rebellion. |
| 1722                                                    | Bischof Santo António entsendet Arraias aus Amakono gegen die Topasse. Die Amakono werden blutig geschlagen. |
| 1722                                                    | Amakono rebelliert. |
| 1722                                                    | Krieger aus Luca greifen portugiesische Tributeintreiber an. |
| 1722                                                    | Bischof Manuel de Santo António wird von Gouverneur António de Albuquerque Coelho von Timor verwiesen. |
| 1722–1725                                               | Die Topasse belagern unter Francisco da Hornay II. das portugiesische Lifau. |
| 1723                                                    | Kaiser Yongzheng erlaubt wieder offiziell den Außenhandel. Nach dem Einstieg von chinesischen Händlern aus Kanton, wird der Sandelholzhandel für die Portugiesen aus Macao unprofitabel.                                           |
| 1725                                                    | Der Kamenasa-Pakt zerstört mehrere Kirchen und tötet Missionare und christliche Timoresen. |
| 23. Oktober bis 8. Dezember 1726                        | Die Portugiesen belagern 40 Tage erfolglos die Rebellen auf den Pedras de Cailaco. |
| 13. Januar 1727                                         | Einige aufständische Liurais geben auf und erneuern das Bündnis mit Portugal. |
| 18. Oktober 1730                                        | Gouverneur Pedro de Melo schließt ein Bündnis mit Liurais aus der Umgebung von Dili und übersteht eine 85-tägige Belagerung in Manatuto (endet 13. Januar 1731).                                                                   |
| 1730/31                                                 | Lifau wird von den Rebellen und Topasse belagert. |
| 1731                                                    | Gouverneur Pedro de Rego Barreto da Gama e Castro errichtet in Manatuto eine portugiesische Garnison. |
| 19. September 1731                                      | Kamenasa schließt mit den Portugiesen Frieden, kurz darauf rebellieren Varella und Vemasse. |
| 16. März 1732                                           | Varella und Vemasse schließen Frieden mit den Portugiesen. |
| 1734                                                    | Batugade rebelliert gegen Portugal. |
| 1735                                                    | Die Topasse greifen erfolglos die Niederländer an. |
| 1736–1738                                               | Der portugiesische Verbündete Amanuban unterwirft sich zeitweise dem niederländischen Alliierten Amabi. |
| 1737                                                    | Topasse und Portugiesen schließen wieder ein Bündnis. |
| 10. Juli 1737                                           | Erstmals werden die Regeln zu den Tributzahlungen schriftlich festgelegt. |
| 1739                                                    | Der oberste Herrscher von Belu erhebt sich gegen die Portugiesen. |
| Januar 1740                                             | Geraldo de São José, der Bischof von Malakka stirbt in Lifau unter mysteriösen Umständen |
| 1741                                                    | Unruhen in Oe-Cusse. |
| 1742                                                    | Das erste Priesterseminar auf Timor wird in Lifau gegründet. |
| 1745                                                    | Die Topasse greifen erfolglos die Niederländer an. |
| 1747                                                    | In Manatuto wird das zweite Priesterseminar auf Timor gegründet. |
| 1748/49                                                 | Amfo'an greift die Topasse an, woraufhin diese gegen Amanuban und Amakono vorgehen. Beide wechseln daraufhin auf Seite der Niederländer.                                                                                           |
| 18. Oktober 1749                                        | Der gemeinsame Angriff von Portugiesen und Topasse auf Kupang endet, trotz Übermacht, in einem Desaster. |
| 9. November 1749                                        | Bei der Schlacht von Penfui werden die Topasse von den Niederländern vernichtend geschlagen. Amarasi und andere Reiche verbünden sich mit den Niederländern. Später wechseln Amarasi und Amakono wieder zu den Portugiesen.        |
| April 1751                                              | Die Rebellen in Westtimor attackieren erneut Topasse und Portugiesen. |
| März 1752                                               | Die Niederländer greifen das Reich von Amakono an. Der Herrscher wird ins Exil geschickt. |
| 1752                                                    | Die Niederländer greifen die Reiche von Amarasi und Noimuti an. Umzingelt lässt der Liurai von Amarasi daraufhin sich und über hundert Frauen und Kinder von seinen Kriegern töten.                                                |
| 1752                                                    | Die Niederländer geben ihr Monopol auf den Sandelholzhandel auf und verkaufen Kommissionen für den Holzeinschlag. |
| 1756                                                    | 48 Kleinkönige Solors, Rotis, Sawus, Sumbas und einem Großteil Westtimors schließen im Vertrag von Paravicini mit der Niederländischen Ostindien-Kompanie (VOC) ein Bündnis.                                                       |
| 1756                                                    | In Maubara wird ein niederländisches Fort errichtet. |
| 1759                                                    | Gouverneur Vicento Ferreira de Carvalho verkauft eigenmächtig Lifau an die Niederländer. |
| 1760                                                    | Der Kommandant der Niederländer Hans Albert von Plüskow wird von den Topasse ermordet, als er Besitz von Lifau nehmen will. Lifau bleibt portugiesisch.                                                                            |
| 1760                                                    | Gouverneur Sebastião de Azevedo e Brito wird durch den Dominikaner Jacinto da Conceição arrestiert und nach Goa abgeschoben. Ein Regierungsrat mit ihm übernimmt die Verwaltung.                                                   |
| 1761/1762                                               | Jacinto da Conceição wird von einem seiner Gefolgsleute ermordet. Ein neuer Regierungsrat übernimmt die Macht bis zur Ankunft des neuen Gouverneurs Dionísio Gonçalves Rebelo Galvão (1763).                                       |
| 28. November 1765                                       | Gouverneur Dionísio Gonçalves Rebelo Galvão wird durch die Topasse vergiftet. Übergangsverwaltung der Kolonie durch die Dominikanermönche António de São Boaventura und José Rodrigues Pereira bis 1768.                           |
| 1766 bis 1769                                           | Francisco und António da Hornay beenden die Zweiteilung der Topasse durch ein Bündnis und belagern Lifau. |
| 1768                                                    | Gouverneur António José Teles de Meneses landet mit einem Bataillon aus Sica (Flores) in Lifau. |
| 11. August 1769                                         | Die Portugiesen geben Lifau auf. Ende der Cailaco-Rebellion. |
| 10. Oktober 1769                                        | Dili wird die neue Hauptstadt der portugiesischen Kolonie. Kurz darauf schwören 42 Liurais der Region Portugal die Treue. |
| 1779                                                    | Ein Feuer vernichtet das Archiv in Dili, wodurch historische Berichte verloren gehen. |
| 1779                                                    | Gouverneur Caetano de Lemos Telo de Meneses wird aufgrund seiner brutalen Amtsführung nach Mosambik verbannt. |
| 1777–1785 (andere Quellen: Beginn 1776, 1779 oder 1781) | Das Reich von Luca erhebt sich gegen die Portugiesen mit dem Krieg der Verrückten (guerra de loucos, guerra dos doidos) |
| 1785                                                    | Portugiesische Zollstationen entstehen an der Nordküste Timors. |
| 1787                                                    | Oe-Cusse Ambeno begibt sich wieder unter portugiesische Oberhoheit. |
| 1788 bis 1790                                           | Rebellion in Manatuto. Gouverneur Feliciano António Nogueira Lisboa wird verhaftet und vorzeitig abberufen. |
| 1790                                                    | Pedro da Hornay greift Maubara an, womit er nur erreichte, dass Maubara sein Bündnis mit den Niederlanden erneuert. |
| 22. September 1796                                      | In Dili wird erstmals mit dem Bau einer steinernen Festung begonnen. |
| 1796–1799                                               | Krieg von Maubara und Groß-Sonba’i mit Portugal. |

### 19. Jahrhundert
| 19. Jahrhundert                | |
| 1803                           | Rebellion im Königreich Vemasse. Dom Felipe de Freitas, der uneheliche Sohn des Liurais von Vemasse, wird als erster timoresischer Rebell nach Goa verbannt. |
| 1807                           | Rebellion im Königreich Venilale. |
| 1810 bis 1812                  | Der Posten des Gouverneurs ist vakant. Die Verwaltung übernimmt ein Conselho Governativo. |
| 1811                           | Lacluta, Maubara und Cailaco rebellieren gegen die Tributzahlungen. |
| 1815                           | Gouverneur José Pinto Alcoforado e Sousa (1815 bis 1820) schlägt eine Rebellion in Batugade nieder. |
| 1815                           | Erstmals wird Kaffee in Portugiesisch-Timor angepflanzt (im damals niederländischen Maubara bereits Mitte des 18. Jahrhunderts). |
| 20. April 1818                 | Die Niederländer besetzen Atapupu. |
| 1832                           | Nach dem Tod von Gouverneur Miguel da Silveira Lorena übernimmt ein Conselho Governativo, später F. Vicente Ferreira Varela allein die Regierung der Kolonie. |
| 1832                           | Unruhen in Cowa. |
| 1834                           | Alle Missionare werden aus Portugiesisch-Timor verbannt. |
| 1844                           | Die Häfen Portugiesisch-Timors werden zu Freihäfen erklärt. |
| 1845                           | Gouverneur Julião José da Silva Vieira greift das Reich von Cairui an. |
| 1847                           | Buginesische Piraten überfallen den Ort Sama in der Gemeinde Lautém. Viereinhalb Monate erwehren sie sich 3.000 timoresischer Krieger. Gouverneur Julião José da Silva Vieira entsendet eine Strafexpedition gegen das Reich von Sarau, das mit buginesischen Piraten zusammengearbeitet haben soll. |
| 1848                           | Rebellen verwüsten das Reich von Ermera. Der Liurai von Oecussi kommt den Portugiesen zu Hilfe und greift das ebenfalls rebellierende Reich von Balibo an. Daneben besetzt Oecussi auch Janilo (Jenilu).                                                                                             |
| 30. Oktober 1850               | Die portugiesischen Besitzungen auf den Kleinen Sundainseln erhalten den Status einer autonomen Provinz. |
| Juli 1851                      | Lopes de Lima einigt sich mit den Niederländern über eine neue Grenzziehung und verkauft eigenmächtig die portugiesischen Besitzungen auf den umgebenden Inseln. |
| 15. September 1851             | Die Kolonie wird wieder unter die Oberhoheit von Macao gestellt. |
| 8. September 1852              | Lopes de Lima wird abgesetzt. |
| 1854                           | Verbot der Sklaverei. |
| 26. Dezember 1854              | Missionare und Priester dürfen wieder nach Timor. Das Verbot wird aufgehoben. |
| 1854 bis 1859                  | Neuverhandlung über die kolonialen Grenzen zwischen den Niederlanden und Portugal. Sie werden mit dem Vertrag von Lissabon abgeschlossen. |
| 1856 bis 1859                  | Manumera rebelliert erfolglos gegen die Portugiesen unter Gouverneur Luís Augusto de Almeida Macedo. |
| 13. Mai 1857                   | Erdbeben von Timor 1857 |
| 1859                           | Der Liurai von Vemasse Dom Domingos de Freitas Soares rebelliert gegen die Portugiesen und wird daraufhin ins Exil nach Lissabon geschickt. |
| 1859                           | Atauro wird den Portugiesen von den Niederländern überlassen. |
| 1859                           | Der Ort Baucau wird gegründet. |
| 1860                           | Erstmals wird Portugiesisch-Timor in zehn Distrikte eingeteilt |
| Januar bis April 1861          | Der Naturforscher Alfred Russel Wallace besucht Timor. |
| Frühjahr 1861                  | Beginn der Rebellion von Laclo und Ulmera. |
| April 1861                     | Die Niederlande treten Maubara an die Portugiesen ab. |
| April 1861                     | Gefechte zwischen Portugiesen und dem Reich von Laclo. |
| 10. Juni 1861                  | Gouverneur Afonso de Castro erklärt in Dili wegen der Rebellion von Laclo und Ulmera den Notstand. |
| 26. August 1861                | Der Aufstand in Laclo wird niedergeschlagen. Der Belagerungszustand wird in Dili aufgehoben. |
| September 1861                 | Der Aufstand in Ulmera wird niedergeschlagen. |
| 1863                           | Oecussi erhält den Status eines Distrikts in der Kolonie. |
| Juni 1863                      | in Aufstand in Laga wird niedergeschlagen. |
| 17. September 1863             | Portugiesisch-Timor wird eine eigenständige Provinz im Kolonialreich. |
| Januar 1864                    | Dili erhält die Stadtrechte. |
| 31. Mai 1864                   | Aufgrund ausstehenden Soldes wird der amtierende Conselho Governativo von Truppen des Batalhão Defensor abgesetzt. |
| 1865                           | Cotubaba, Cowa und Balibo rebellieren gegen die Portugiesen. |
| 1866                           | Ein Aufstand in Fatumasi wird niedergeschlagen. |
| 24. August 1866                | Weite Teile Dilis werden bei einem Brand zerstört. |
| 26. November 1866              | Portugiesisch-Timor kommt wieder unter die Oberhoheit Macaos. |
| 1867                           | Faturó und Sarau unterzeichnen ein Bündnis mit Portugal. |
| Frühjahr 1867                  | Ein Aufstand in Leimea wird niedergeschlagen. |
| August 1867                    | Ein Aufstand von Vemasse wird niedergeschlagen. |
| 1868                           | Die Portugiesen zwingen Sanirin militärisch zur Zahlung der Tributabgaben. |
| 20. August 1868                | Im Rahmen einer Offensive gegen Cowa zerstören die Portugiesen drei Dörfer, müssen sich aber später zurückziehen. |
| 1869                           | Choleraepidemie in Dili. |
| 18. März 1869                  | Macao und Timor dürfen erstmals einen gemeinsamen Abgeordneten ins portugiesische Parlament entsenden, kurz darauf darf Timor auch einen eigenen Abgeordneten entsenden. |
| 1. Juni 1871                   | Balibo akzeptiert die Oberhoheit Portugals. |
| 12. November 1877              | Per Dekret wird die Missionierung des Inselinneren verfügt. Die Missionare dürfen nun Schulen gründen. Pater Medeiros wird Generalvikar und Superior der Kirche |
| 1878 bis 1880                  | Krieg von Laleia |
| 1. Juni 1881                   | Cowa akzeptiert die Oberhoheit Portugals. |
| 1884                           | Portugal nimmt mit einer Zeremonie offiziell Atauro in Besitz. |
| Mai – Juni 1886                | Revolte in Maubara. |
| 1887                           | Epidemie in Dili. |
| 3. März 1887                   | Revolte der Moradores. Gouverneur Alfredo de Lacerda Maia wird ermordet. |
| 1889                           | Mehrere neue Zollstationen werden an der Nordküste gegründet. |
| 10. Juni 1893                  | In der Lissabon-Konvention wird eine Expertenkommission eingesetzt, die über die Zukunft der portugiesischen und niederländischen Enklaven auf Timor entscheiden soll. |
| Ende Juni 1893                 | Das Kanonenboot Diu beschießt Vatuboro und Dato und beendet damit die Revolte von Maubara. |
| 14. Juli 1893                  | Das aufständische Reich von Atabae gibt auf und unterzeichnet einen Vasallenvertrag mit Portugal. |
| November 1893                  | Maubara unterzeichnet einen Vasallenvertrag mit Portugal. |
| Dezember 1893 bis Februar 1894 | Choleraepidemie in der Kolonie. |
| 1894                           | Portugiesisch-Timor erhält mit dem Pataca erstmals eine eigene Währung. |
| November 1893                  | Hera und Dailor unterzeichnen einen Vasallenvertrag mit Portugal. |
| Oktober 1894                   | Portugiesische Militäroffensive gegen Lamaquitos, Agassa, Volguno und Luro-Bote. |
| März 1895                      | Portugiesische Militäroffensive gegen Fatumean, Fohorem, Lalawa, Casabauc, Calalo, Obulo und Marobo. |
| August 1895 bis 1900           | Portugal führt Krieg gegen Manufahi und mehrere verbündete Reiche. |
| September 1895                 | Fatumean unterzeichnet einen Vasallenvertrag mit Portugal. Zuvor hatten seine Krieger im selben Jahr das Reduto do Conselheiro Jacinto Cândido zeitweise besetzt. |
| April 1896                     | Buibau und Luca unterzeichnen einen Vasallenvertrag mit Portugal. |
| 15. Oktober 1896               | Portugiesisch-Timor wird endgültig als „autonomer Distrikt“ eine eigenständige Kolonie. |
| April 1897                     | Krieg zwischen Lamaquitos und Lakmaras. Auch niederländische und portugiesische Truppen werden in Kämpfe hineingezogen. Lakmaras fällt unter die Oberhoheit Lamaquitos und damit Portugals. Das niederländische Maucatar wird zur Enklave.                                                           |
| 1898 bis 1899                  | Besuch der Kommission auf Timor |
| 30. August 1898                | Großbritannien und Deutschland vereinbaren im Angola-Vertrag, dass im Falle einer Zahlungsunfähigkeit Portugals Portugiesisch-Timor an Deutschland fallen soll. |

### 20. Jahrhundert
| 20. Jahrhundert               | |
| 18. Oktober 1900              | Im Krieg von Manufahi wird Maubisse von den Portugiesen eingenommen |
| 26. Oktober 1900              | Die Portugiesen erobern im Krieg von Manufahi Letefoho |
| 6. bis 19. November 1900      | Die Portugiesen versuchen erfolglos die Festung auf dem Berg Leolaco von Dom Duarte de Manufahi einzunehmen                                                                                                   |
| 21. November 1900             | Friedensschluss zwischen Portugal und Manufahi. Dom Duarte tritt zugunsten seines Sohnes Boaventura als Liurai von Manufahi ab.                                                                               |
| 1902                          | Rebellion in Ainaro. |
| 23. Juni bis 3. Juli 1902     | Portugiesisch-niederländische Konferenz in Den Haag über Oe-Cusse Ambeno |
| 1903                          | Rebellion in Letefoho und Aileu. |
| 1904                          | Rebellion in Quelicai. |
| 1. Oktober 1904               | Verabschiedung der Den Haag-Konvention über den Austausch von mehreren Grenzgebieten. Ratifizierung in Portugal 1909.                                                                                         |
| 1905                          | Erstmals müssen die Bewohner Atauros Abgaben an Portugal zahlen. |
| 13. September 1906            | Die Kopfsteuer wird eingeführt. (andere Quelle: 1908) |
| 1907                          | Rebellion in Manufahi. |
| 1907                          | Nai-Cau erringt die Unabhängigkeit Soros vom Reich von Atsabe. |
| 1908                          | Portugal entzieht den Liurais offiziell die Autorität und Gerichtsbarkeit. |
| 1910                          | Alle Missionare werden erneut aus Portugiesisch-Timor verwiesen. |
| 1910                          | Die Niederländer besetzten Lakmaras. |
| 30. Oktober 1910              | Der Fall der portugiesischen Monarchie (6. Oktober) wird offiziell in der Kolonie bekannt gegeben. Der Gouverneur tritt zurück, Offiziere übernehmen bis zum Eintreffen des neuen Gouverneurs die Verwaltung. |
| Februar 1911                  | Niederländische Truppen verhindern die vertragsmäßige Besetzung Maucatars durch Portugal. |
| 11. Juni bis 18. Juli 1911    | Portugal besetzt das umstrittene Territorium von Lakmaras und wird von den Niederlanden wieder vertrieben. |
| 8. Dezember 1911              | Der Militärposten von Suai wird aufgrund der Bedrohung durch Manufahi geräumt. |
| 24. Dezember 1911             | Beginn der Rebellion in Manufahi unter Boaventura. |
| 29. Dezember 1911             | 1200 Timoresen fliehen nach Maucatar aus Angst vor portugiesischen Repressalien. |
| 1912                          | Die Banco Nacional Ultramarino (BNU) eröffnet eine Filiale in Dili. Erstmals werden Geldscheine ausgegeben.                                                                                                   |
| Mai 1912                      | Rebellion in Ambeno. |
| 27. Mai 1912                  | Schlacht beim Cablac zwischen Boaventura und den Portugiesen. |
| 11. bis 21. Juni 1912         | Boaventura wird von den Portugiesen nahe dem Cablac belagert. |
| 29. Juni bis 25. Juli 1912    | Rebellen belagern die Portugiesen in Baucau. |
| 8. bis 10. August 1912        | Massaker am Leolaco. Mehr als 3.000 Timoresen kommen ums Leben. |
| 26. Oktober 1912              | Boaventura wird gefangen genommen. Die Rebellion von Manufahi ist damit niedergeschlagen. |
| 1913                          | Konvention von 1913: Vereinbarung über die Anrufung des Ständigen Schiedshof in Den Haag zur Lösung der Grenzstreitigkeiten.                                                                                  |
| 25. Juni 1914                 | Der Schiedsspruch über die neue Grenzziehung wird gefällt. |
| August 1914                   | Der deutsche Kreuzer Emden taucht während des Ersten Weltkrieges vor der noch neutralen Kolonie auf und wird von Gouverneur Filomeno da Câmara de Melo Cabral zum Verlassen der Gewässer aufgefordert.        |
| 1916                          | Portugal tritt in den Ersten Weltkrieg gegen Deutschland ein. Zu Kampfhandlungen kommt es bei Timor aber nicht.                                                                                               |
| 17. August 1916               | Unterzeichnung des endgültigen Vertrages über die Grenzziehung auf Timor. In Maucatar bricht daraufhin eine Panik aus und 5000 Einwohner fliehen in den Westteil der Insel.                                   |
| 4. Mai 1918                   | Der Pataca wird offiziell die einzige gültige Währung in Portugiesisch-Timor (Beschluss von 1915). |
| 2. Januar 1920                | Portugiesisch-Timor gibt erstmals eigene Geldscheine aus. |
| 1926                          | Das Fällen von Sandelholzbäumen wird verboten. |
| Februar 1932                  | Die von Gouverneur António Baptista Justo eingeführten Internierungslager für Deportierte werden auf Anweisung der Regierung in Lissabon geschlossen.                                                         |
| 20. April 1932                | Brandanschlag auf den Amtssitz des Gouverneurs durch Deportierte. |
| 5. Dezember 1932              | Mit dem Dekret Nº21.943 werden fast alle Deportierten in den Kolonien begnadigt. |
| 1933                          | Das Verbot der Missionierung wird mit der neuen Verfassung Portugals wieder aufgehoben (per Gesetz 1935). |
| Juli 1939                     | Gründung der Transportes Aéreos de Timor (TAT) |
| 1940                          | Die Katholische Kirche erhält in einem Konkordat das Erziehungsmonopol in der Kolonie. |
| 1940                          | Die Nanyo Kohatsu K. K. kauft 48 % der Anteile der Sociedade Agrícola Pátria e Trabalho (SAPT), die ab 1841 die einzige Plantagengesellschaft in der Kolonie ist und 20 % des Außenhandels kontrolliert.      |
| 4. September 1940             | Die Diözese Dili wird von Macao abgetrennt. |
| Dezember 1941                 | Niederländische und australische Truppen besetzen präventiv zum Schutz vor den Japanern die neutrale Kolonie im Zweiten Weltkrieg. Portugal protestiert.                                                      |
| 19./20. Februar 1942          | Japan startet eine Invasion auf Timor. Beginn der Schlacht um Timor. Zwischen 40.000 und 70.000 Timoresen sterben während der Besatzungszeit.                                                                 |
| April 1942                    | Faic, Liurai von Fohorem, scheitert mit einem Aufstand gegen die Portugiesen und flieht nach Atambua |
| Juni 1942                     | Die Bevölkerung von Dili wird aufgrund der alliierten Bombenangriffe evakuiert. |
| Juli 1942                     | Durch die Japaner aufgewiegelte Timoresen rebellieren erfolglos gegen die Portugiesen in Turiscai und Hatulia                                                                                                 |
| 8. August 1942                | Liurai Faic greift mit seinen Männern das Grenzgebiet an und tötet einen portugiesischen Beamten. |
| 11. August 1942               | Rebellion von Maubisse. Portugiesen und christliche Timoresen werden attackiert. |
| 31. August 1942               | Colunas Negras töten in Aileu (damals Vila General Carmona) mehrere Portugiesen. |
| 23. September 1942            | Die HMAS Voyager läuft bei einer Evakuirungsmission bei Betano auf Grund und wird in der Nacht zum 25. September aufgegeben.                                                                                  |
| 24. Oktober 1942              | 600 Portugiesen werden von den Japanern in Lagern interniert. |
| 30. November/1. Dezember 1942 | Die HMAS Armidale wird vor Betano versenkt. |
| 10. Februar 1943              | Die letzten alliierten Truppen verlassen Timor. |
| 5. September 1945             | Japan übergibt Portugal offiziell wieder die Kontrolle über seine Kolonie. |
| 26. September 1945            | Offizielle Kapitulationszeremonie der Japaner in Dili. |
| 27. September 1945            | Die Bartolomeu Dias und die Gonçalves Zarco erreichen Dili als erste portugiesische Schiffe nach der Befreiung.                                                                                               |
| 1951                          | Portugiesisch-Timor wird zur Überseeprovinz erklärt. |
| 1957                          | Viele arabischstämmige Timoresen beantragen die indonesische Staatsbürgerschaft. |
| 7. Juni bis 18. Juni 1959     | Viqueque-Rebellion. |
| 9. April 1961                 | Das Bureau de Luta pela Libertação de Timor ruft in Batugade die Vereinigte Republik von Timor aus. Der Aufstand wird schnell niedergeschlagen.                                                               |
| 15. Mai 1966                  | Bei einem Verkehrsunfall an der Straße von Fatubessi nach Ermera sterben 21 Menschen. |
| Dezember 1966                 | Zwischenfälle zwischen indonesischen und portugiesischen Streitkräften an der Grenze. Die Indonesier beschießen Oecussi mit Mörsern und brennen einige Dörfer nieder.                                         |
| 1972                          | Portugiesisch-Timor wird autonome Provinz Portugals. Die Einwohner erhalten die eingeschränkte portugiesische Staatsbürgerschaft.                                                                             |
| 30. April 1973                | Der Frachter O Arbiru sinkt in der Floressee. Nur einer von 24 Menschen an Bord überlebt. |
| 25. April 1974                | Die Nelkenrevolution beendet die Diktatur in Portugal. Die Entkolonisierung aller Überseegebiete wird beschlossen.                                                                                            |
| 11. Mai 1974                  | Mit der União Democrática Timorense UDT wird die erste Partei Osttimors gegründet. |
| 13. Mai 1974                  | Gründung der Kommission zur Selbstbestimmung Timors durch Gouverneur Fernando Alves Aldeia |
| 20. Mai 1974                  | Die Associação Social Democrática Timorense ASDT wird gegründet, die sich am 11. September in Frente Revolucionária de Timor-Leste Independente FRETILIN umnennt.                                             |
| 27. Mai 1974                  | Gründung der APODETI |
| 6. September 1974             | Australiens Premierminister Gough Whitlam und Indonesiens Präsident Suharto diskutieren über Osttimor bei einem Treffen nahe Wonosobo                                                                         |
| 14./15. Oktober 1974          | Indonesisch-portugiesische Gespräche über Osttimor in Lissabon |
| 18. November 1974             | Mário Lemos Pires übernimmt als letzter Gouverneur von Portugiesisch-Timor sein Amt. |
| 21. Januar 1975               | UDT und FRETILIN vereinbaren eine Koalition |
| 9. März 1975                  | Indoesisch-portugiesische Gespräche über Osttimor in London |
| März 1975                     | FRETILIN, UDT und Portugiesen gründen eine Übergangsregierung für die Kolonie. |
| 13. März 1975                 | Die Testwahlen im Kreis Lautém gewinnt klar die FRETILIN. |
| 4. April 1975                 | Whitlam und Suharto diskutieren über Osttimor bei einem Treffen in Townsville |
| April 1975                    | Gouverneur Pires gründet die Comissão de Descolonização de Timor (CDT) |
| 27. Mai 1975                  | Die UDT verlässt die Koalitionsregierung. |
| 6. Juni 1975                  | Indonesische Truppen besetzen als UDT-Kämpfer getarnt die Exklave Oe-Cusse Ambeno. |
| 26.–28. Juni 1975             | António de Almeida Santos, Minister für Koordination interterritorialer Angelegenheiten, trifft UDT- und APODETI-Vertreter sowie indonesische Diplomaten in Macau.                                            |
| 11. August 1975               | Putschversuch der UDT. Es bricht ein dreiwöchiger Bürgerkrieg zwischen UDT und FRETILIN aus, aus dem die FRETILIN siegreich hervorgeht.                                                                       |
| 20. August 1975               | Die Forças Armadas de Libertação Nacional de Timor-Leste FALINTIL wird als bewaffneter Arm der FRETILIN gegründet.                                                                                            |
| 27. August 1975               | Gouverneur Pires flieht auf die Insel Atauro. Damit endet die portugiesische Herrschaft über Timor. |
| 27. August 1975               | Beim Massaker von Wedauberek in Manufahi töten UDT-Kämpfer elf Anhänger der FRETILIN. |
| 4. September 1975             | UDT-Kämpfer und andere Flüchtlinge kapern ein australisches Militärflugzeug, um von Baucau nach Darwin zu fliehen.                                                                                            |
| 8. Oktober 1975               | Die Indonesier besetzen Batugade und im Laufe einer Woche den ganzen Distrikt Bobonaro und den Distrikt Cova Lima.                                                                                            |
| 16. Oktober 1975              | Zwei britische und drei australische Fernsehjournalisten (Balibo Five) werden bei der Einnahme Balibos von indonesischen Soldaten ermordet.                                                                   |
| 16. Oktober 1975              | Maliana wird von den Indonesiern besetzt |
| 16. Oktober 1975              | Indonesischer Überfall auf Leohito |
| Mitte Oktober 1975            | Indonesische Angriffe auf Lebos und Lela scheitern |
| 28. November 1975             | Aidabaleten (Verwaltungsamt Atabae) wird von den Indonesiern erobert. |
| 28. November 1975             | Die FRETILIN ruft einseitig die Unabhängigkeit der Demokratischen Republik Osttimor aus. Portugal erkennt dies nicht an.                                                                                      |
| 29. November 1975             | Die Flagge Indonesiens wird in Oe-Cusse Ambeno offiziell gesetzt. |
| 30. November 1975             | Auf Bali wird die Balibo-Deklaration unterzeichnet. |
| 6. Dezember 1975              | US-Präsident Gerald Ford und US-Außenminister Henry Kissinger geben Indonesiens Präsident Suharto bei einer Konferenz in Jakarta freie Hand in Bezug auf Osttimor.                                            |

## Indonesische Besatzungszeit

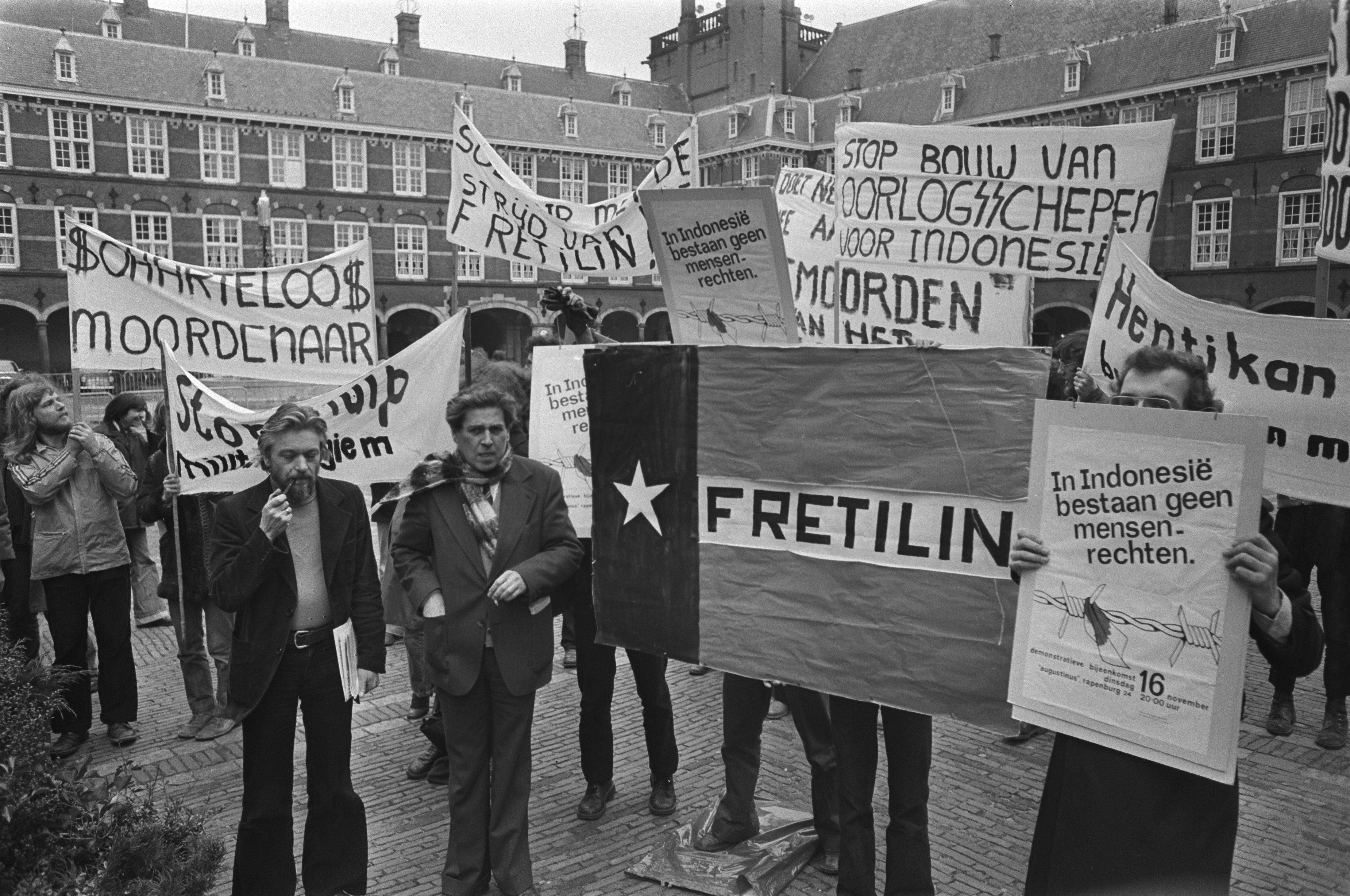
Demonstration für die Unabhängigkeit Osttimors in Amsterdam (1977)

Bereits neun Tage nach der Ausrufung der Unabhängigkeit begann Indonesien offen mit der Invasion in das Kernland Osttimors. In den folgenden 24 Jahren sollten infolge der Besetzung 183.000 Menschen sterben, etwa ein Fünftel der Bevölkerung. Mehrfach kam es zu Massakern unter der Zivilbevölkerung. Die FALINTIL führte einen Guerillakrieg gegen die Invasoren, die Osttimor als Timor Timur in Indonesien eingliederten, was international aber nicht anerkannt wurde. Erst 1999 konnte Indonesien zur Abhaltung eines Referendums über die Zukunft Osttimors bewegt werden. Die deutliche Mehrheit der Bevölkerung Osttimors sprach sich für die Unabhängigkeit aus. Nochmals kam es zu einer Gewaltwelle durch indonesische Armee und pro-indonesische Milizen (Wanra). Schließlich wurde eine internationale Eingreiftruppe (INTERFET) entsandt und Osttimor unter Verwaltung der Vereinten Nationen gestellt.
| Indonesische Besatzungszeit | |
| 7. Dezember 1975            | Beginn der Operation Seroja, der Invasion Indonesiens in das restliche Gebiet Osttimors. Durch die 24-jährige Besatzung sterben 183.000 Menschen. |
| 8. Dezember 1975            | Der portugiesische Gouverneur Mário Lemos Pires verlässt die Kolonie an Bord eines portugiesischen Kriegsschiffes von seinem Zufluchtsort auf der Insel Atauro aus. Damit endet die portugiesische Herrschaft auf Timor.                                                                                             |
| 10. Dezember 1975           | Die Indonesier landen in Baucau. |
| 17. Dezember 1975           | Eine Marionettenregierung unter Arnaldo dos Reis Araújo wird von den Indonesiern eingesetzt. |
| 25. Dezember 1975           | Die Indonesier besetzen Tilomar und Laleia. |
| 30. Dezember 1975           | Die Indonesier besetzen Atauro. Kurz darauf wird die letzte Flagge Portugals in der Kolonie auf Atauro zeremoniell eingeholt. |
| 31. Dezember 1975           | Die Indonesier besetzen Aileu und Manatuto. |
| 27. Januar 1976             | Die Indonesier besetzen Betano. |
| 27. – 29. Januar 1976       | In Same ermorden FRETILIN-Mitglieder etwa 38 Gefangene. |
| 5. Februar 1976             | Die Indonesier besetzen Suai. |
| 23. Februar 1976            | Die Indonesier besetzen Ainaro. |
| 15. April 1976              | Bei einem Hinterhalt der FALINTIL in den Bergen bei Aituto sterben 54 Soldaten des 405. Infanteriebataillon. |
| 31. Mai 1976                | Eine vom indonesischen Geheimdienst ausgewählte Volksversammlung beschließt den Anschluss Osttimors an Indonesien. |
| Juni 1975                   | Die Indonesier besetzen Liquiçá, Maubara und Same. |
| 17. Juli 1976               | Osttimor wird offiziell Provinz Indonesien. International wird die Annexion nicht anerkannt. |
| 14. September 1977          | Francisco Xavier do Amaral wird als Präsident von der FRETILIN abgesetzt und verhaftet |
| November 1978               | Am Matebian und die anderen letzten Widerstandsbasen der FRETILIN fallen. |
| 12. Dezember 1978           | Radio Maubere wird von den Indonesiern aufgespürt und ausgeschaltet. |
| 26. März 1979               | Die Operation Seroja wird für beendet und Osttimor von den Indonesiern für befriedet erklärt. |
| 10. Juni 1980               | FALINTIL-Einheiten greifen den Fernsehsender am Rande von Dili an. Es ist die erste große Guerillaaktion seit 1978. |
| 1. bis 8. März 1981         | „Reorganisation der Nationalen Konferenz“ am Aitana (Lacluta). Xanana Gusmão wird Chef der FALINTIL. |
| 7. April 1981               | Tetum wird von der katholischen Kirche als Sprache für die Liturgie zugelassen. |
| Mai bis September 1981      | Bei der Operation „Zaun aus Beinen“ (Operasi Pagar Betis) werden 60.000 Timoresen gezwungen in Menschenketten das Land zu durchstreifen, um so FALINTIL-Kämpfer aufzuspüren. |
| 7. September 1981           | Beim Massaker am St. Antonius-Schrein am Aitana sterben 500 Menschen, darunter Frauen und Kinder. |
| 1983                        | Treffen des von den Indonesiern eingesetzten Gouverneurs Mário Carrascalão und des Chefs der FALINTIL Xanana Gusmão in Lariguto |
| 23. März 1983               | Nach Verhandlungen schließen indonesische Armee und FALINTIL einen Waffenstillstand. |
| 8. August 1983              | Nach Übergriffen der Indonesier auf die dortige Bevölkerung sterben bei einem Angriff der FALINTIL auf einen Militärposten in Kraras 14 indonesische Soldaten (Kraras-Zwischenfall). Weitere vier Gefechte folgen in der Region bis zum 6. September                                                                 |
| 7. September 1983           | Zu Beginn der Vergeltungsaktionen der Indonesier brennen sie das Dorf Kraras nieder. |
| 16. September 1983          | Zwischen 18 und 55 Zivilisten werden von den Indonesiern im Suco Caraubalo exekutiert. |
| 17. September 1983          | Bei Tahu Bein werden zwischen 26 und 181 Männer von den Indonesiern ermordet. Insgesamt sterben beim Kraras-Massaker fast 300 Menschen. |
| 8. Dezember 1983            | Öffentliche Hinrichtung in Muapitine |
| 1984                        | Ein Umsturzversuch gegen Xanana Gusmão als FALINTIL-Chef scheitert. |
| 21. Juli 1985               | Bei einem Gefecht zwischen FALINTIL und indonesischen Sicherheitskräften in Tchaivatcha sterben neun FALINTIL-Kämpfer. In Osttimor wird der Vorfall die „Tchaivatcha-Tragödie“ genannt. |
| 31. März 1986               | Gründung der Convergencia Nacional Timorense CNT als Dachverband der größten timoresischen Parteien. |
| 21. November 1986           | Beim Hinterhalt bei der Quelle von Ossohira töten FALINTIL-Kämpfer 34 indonesische Soldaten. |
| 1988                        | Gründung des Conselho Nacional de Resistência Maubere CNRM als Nachfolger des CNT. |
| 20. Juni 1988               | Die Studentenbewegung RENETIL wird in Denpasar gegründet. |
| Dezember 1988               | Der FALINTIL gelingt ein Überfall auf staatliche Einrichtungen in den Außenbezirken Dilis. |
| 12. Oktober 1989            | Johannes Paul II. besucht Osttimor. Bei der großen Messe in Tasitolu kommt es zu Protesten gegen die Indonesier |
| 11. Dezember 1989           | Australien und Indonesien vereinbaren im Timor Gap Treaty die Seegrenzen zwischen den Staaten und die Aufteilung der Erdölfelder im Timorgraben. |
| 17. Januar 1990             | Demonstration gegen die indonesische Besatzung beim Besuch in Dili von John Monjo, des US-amerikanischen Botschafters in Jakarta |
| 20. April 1990              | Offizielle Gründung der Untergrundgruppe FITUN |
| 1990                        | Zweites Treffen von Xanana Gusmão und Mário Carrascalão in Ariana |
| 12. November 1991           | Beim Santa-Cruz-Massaker sterben über 200 Menschen. |
| 19. November 1991           | 72 RENETIL-Mitglieder demonstrieren vor dem Büro der Vereinten Nationen in Jakarta |
| 11. März 1992               | Die am 9. März aus Darwin losgefahrene Lusitânia Expresso wird auf ihrer Mission „Frieden in Timor“ von indonesischen Kriegsschiffen aufgehalten und muss umkehren |
| 20. November 1992           | Xanana Gusmão wird gefangen genommen |
| 9. Dezember 1992            | Nahe Maubisse sterben im Distrikt Manufahi 30 indonesische Soldaten in einem Hinterhalt der FALINTIL |
| 12. bis 27. November 1994   | Besetzung der US-amerikanischen Botschaft in Jakarta 1994 durch 29 osttimoresische Studenten |
| 13. bis 24. November 1994   | In ganz Osttimor kommt es zu gewaltsamen Demonstrationen |
| Januar bis März 1995        | Unruhen in Osttimor. Auslöser sind anti-christliche Kommentare eines indonesischen Beamten. |
| 14. Mai 1995                | Nach einem Erdbeben vor Alor und einem folgenden Tsunami werden in Osttimor elf Menschen vermisst. 19 werden verletzt. |
| 19. November 1995           | Besetzungen der britischen, der niederländischen und der japanischen Botschaft in Jakarta zum APEC-Gipfel in Osaka durch Osttimoresen. |
| 7. Dezember 1995            | Besetzungen der russischen und niederländischen Botschaft in Jakarta durch 112 indonesische und osttimoresische Demonstranten. |
| 1996                        | Besetzungen der australischen, der neuseeländischen und der französischen Botschaft in Jakarta. |
| Dezember 1996               | Carlos Filipe Ximenes Belo und José Ramos-Horta erhalten den Friedensnobelpreis. |
| März 1997                   | Besetzung der österreichischen Botschaft in Jakarta durch RENETIL-Aktivisten. |
| 31. Mai 1997                | Bei einem FALINTIL-Hinterhalt sterben nahe Quelicai 16 indonesische Polizisten und ein Soldat. |
| 23. bis 27. April 1998      | Nationaler Timoresischen Kongress in Peniche, Portugal. Der CNRM nennt sich in Conselho Nacional de Resistência Timorense CNRT um. |
| 21. Mai 1998                | Der indonesische Machthaber Suharto tritt zurück. Sein Nachfolger Bacharuddin Jusuf Habibie bietet Osttimor Autonomie innerhalb Indonesiens an. |
| 12. Juni 1998               | In Jakarta findet vor dem Gebäude des Außenministeriums die größte Demonstration von Osttimoresen in Indonesien statt. Über 1800 IMPETTU-Mitglieder fordern die Unabhängigkeit. |
| 9. November 1998            | FALINTIL-Kräfte unter dem Kommando von Jaime Ribeiro greifen das Koramil-Hauptquartier in Alas an. |
| 13. November 1998           | Die Indonesier greifen als Vergeltung für den FALINTIL-Überfall am 9. November den Suco Taitudac an. |
| 15. November 1998           | Indonesische Angriffe auf das Dorf Turin und den Suco Taitudac |
| 27. Januar 1999             | Indonesiens Präsident Habibie erklärt, dass seine Regierung eine Unabhängigkeit Osttimors in Betracht ziehen könne, falls die Osttimoresen eine Autonomielösungablehnen würden. |
| 11. März 1999               | UN, Indonesien und Portugal einigen sich über die Abhaltung eines Referendum über die Unabhängigkeit Osttimors. |
| 6. April 1999               | Zwischen 61 und 200 Menschen sterben beim Kirchenmassaker von Liquiçá, das durch pro-indonesische Milizen und dem Militär verübt wurde. |
| 30. August 1999             | Beim Referendum entscheiden sich 78,5 % der Wähler für die Unabhängigkeit des Landes und gegen eine Autonomie innerhalb Indonesiens. |
| 2. September 1999           | Gewalt durch die pro-indonesischen Milizen bricht aus. |
| 4. September 1999           | Die indonesische Armee startet wenige Stunden nach Bekanntgabe des Ergebnisses des Unabhängigkeitsreferendums die Operation Donner. Innerhalb eines Monats sterben 1400 bis 1500 Menschen, drei Viertel der Bevölkerung muss fliehen oder wird zwangsdeportiert und 75 % der Infrastruktur des Landes wird zerstört. |
| 6. September 1999           | Zwischen 26 und 200 Menschen sterben beim Kirchenmassaker von Suai |
| 8. September 1999           | Zwischen 14 und 47 Menschen sterben beim Massaker in der Polizeistation von Maliana |
| 20. September 1999          | Erste Einheiten der INTERFET landen in Dili um die Ordnung im Lande wiederherzustellen. |
| 21. September 1999          | Der niederländische Reporter Sander Thoenes wird von indonesischen Soldaten in Dili ermordet. |
| 19. Oktober 1999            | Das indonesische Parlament akzeptiert das Ergebnis des Referendums und annulliert das Annexionsgesetz von 1976. |

## UN-Verwaltung

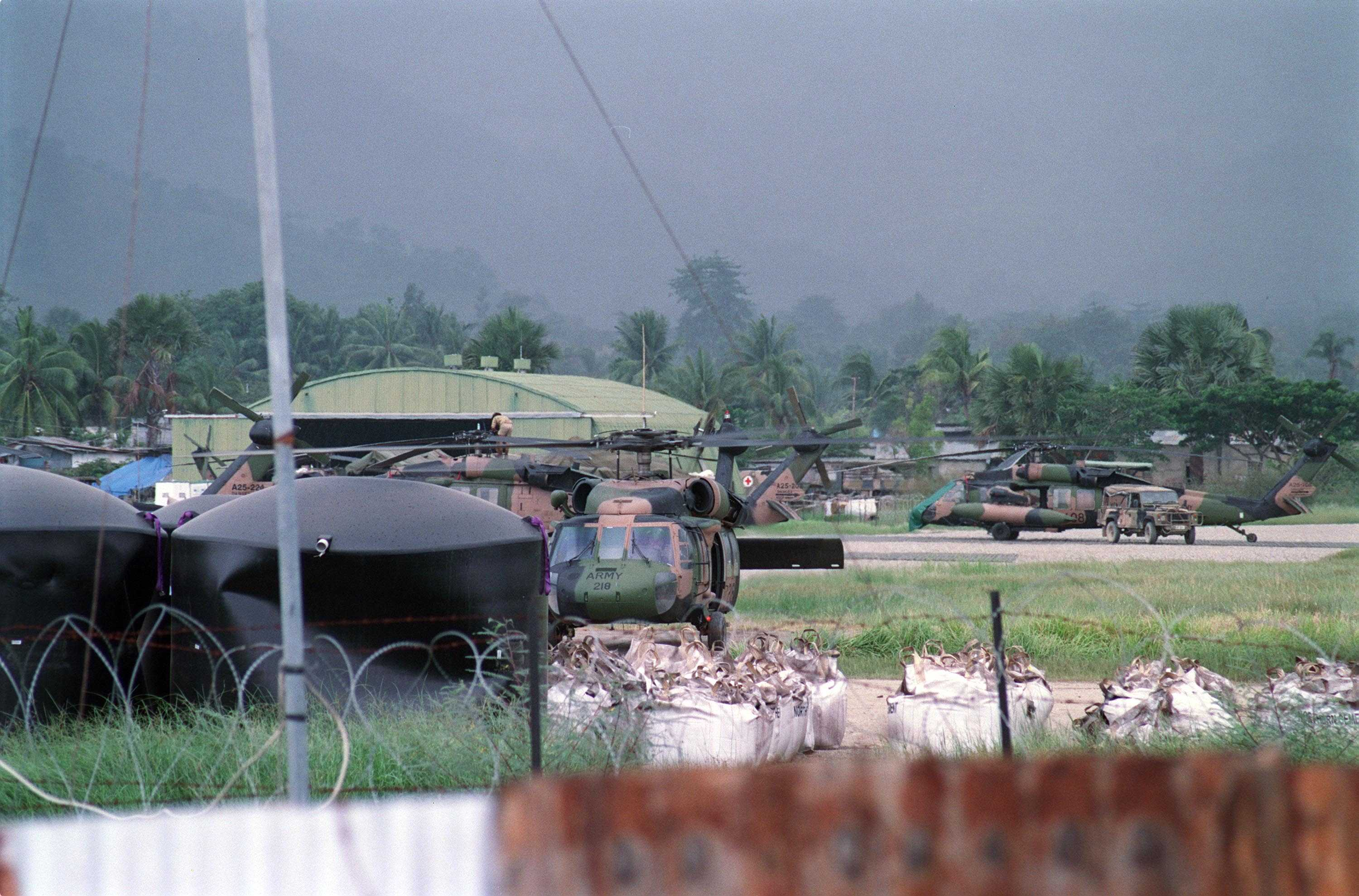
Australische Militärhubschrauber der INTERFET

Im Laufe der UN-Verwaltung wurde eine osttimoresische Administration aufgebaut. Die im CNRT zusammengeschlossenen Parteien lösten den Dachverband auf. Aus den Wahlen für die verfassunggebende Versammlung ging die FRETILIN als stärkste Kraft hervor. Aus der Versammlung wurde später das erste Parlament Osttimors. Der Freiheitskämpfer Xanana Gusmão wurde zum neuen Staatspräsidenten Osttimors gewählt.
Zudem wurden in dieser Zeit auch die anderen Institutionen eines unabhängigen Staates aufgebaut, wie Verwaltung, kommunale Verwaltung, Armee und Polizei. Nur langsam kehrten die Flüchtlinge aus dem Westteil der Insel in ihre Heimat zurück. Probleme verursachte die zerstörte Infrastruktur und die Wiedereingliederung von Mitgliedern der FALINTIL und der Wanras.
| UN-Verwaltung      |                                                                                                   |
| 25. Oktober 1999   | Die UNTAET wird von den Vereinten Nationen als Übergangsverwaltung eingesetzt.                    |
| 1. November 1999   | Der letzte indonesische Soldat verlässt Osttimor.                                                 |
| 17. November 1999  | Sérgio Vieira de Mello wird Chef der Übergangsverwaltung.                                         |
| Dezember 1999      | Der National Consultative Council wird als Vertretung der Bevölkerung gegründet.                  |
| 23. Februar 2000   | Das militärische Kommando geht von INTERFET auf UNTAET über                                       |
| 12. Juli 2000      | Das erste Übergangskabinett tritt sein Amt an.                                                    |
| Oktober 2000       | Der National Council (NC) ersetzt den NCC.                                                        |
| 1. Februar 2001    | Die FALINTIL wird in die Verteidigungskräfte Osttimors F-FDTL umgewandelt.                        |
| 9. Juni 2001       | Der CNRT löst sich auf.                                                                           |
| 30. August 2001    | Die FRETILIN gewinnt die Wahlen für die verfassunggebende Versammlung mit der absoluten Mehrheit. |
| 20. September 2001 | Das zweite Übergangskabinett wird vereidigt.                                                      |
| 22. März 2002      | Die neue Verfassung wird von der verfassunggebenden Versammlung verabschiedet.                    |
| 14. April 2002     | Xanana Gusmão wird zum Staatspräsidenten Osttimors gewählt.                                       |
| 17. Mai 2002       | Die UNMISET ersetzt die UNTAET.                                                                   |

## Unabhängigkeit

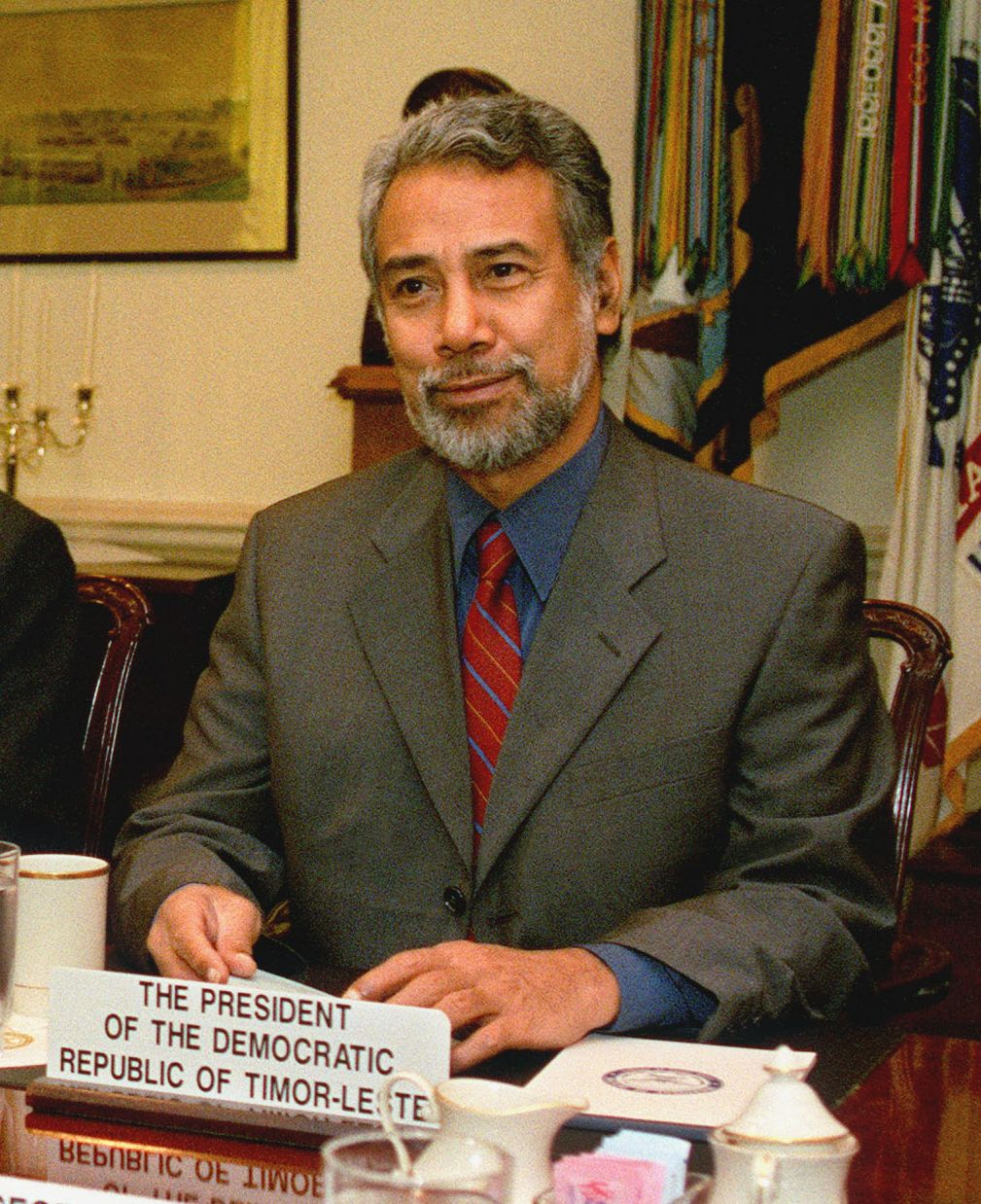
Xanana Gusmão, der erste Staatspräsident nach der Besatzungszeit

Nach der Entlassung in die Unabhängigkeit kam es bereits Ende 2002 erstmals zu Unruhen in Dili. Schließlich kam es 2006 nach der Fahnenflucht eines Großteils der Soldaten des Landes zu massiven Unruhen. 155.000 Menschen mussten aus ihren Häusern fliehen, mindestens 37 Menschen sterben. Erneut muss eine internationale Eingreiftruppe (ISF) unter australischer Führung entsandt werden. Für Ruhe und Ordnung sorgen auch internationale Polizisten einer neuen UN-Mission, die UNMIT. Premierminister Alkatiri von der FRETILIN muss zurücktreten. Ihm folgt der parteilose, bisherige Außenminister Ramos-Horta.
Ramos-Horta wird 2007 als Nachfolger von Gusmão zum neuen Staatspräsidenten gewählt und gibt daher sein Amt an Estanislau da Silva von der FRETILIN ab. Bei den Parlamentswahlen im selben Jahr verliert die FRETILIN ihre absolute Mehrheit und wird durch eine Koalitionsregierung unter dem ehemaligen Präsidenten Xanana Gusmão ersetzt. Dieser wird auch in der Neuwahl 2012 bestätigt. 2015 tritt Gusmão vorzeitig vom Amt zurück. Ihm folgt eine Allparteienregierung unter Rui Maria de Araújo von der FRETILIN.
Am 11. Februar 2008 wird Staatspräsident Ramos-Horta bei einem Attentat schwer verletzt. Der Anführer der Rebellen, Alfredo Reinado kommt dabei ums Leben.

### 2002–2011
| Unabhängigkeit           | |
| 2002–2011                | |
| 20. Mai 2002             | Die Demokratische Republik Timor-Leste erhält ihre Unabhängigkeit. |
| 27. September 2002       | Osttimor wird Mitglied der Vereinten Nationen. |
| Ende Oktober 2002        | In Uato-Lari bricht Gewalt zwischen Makasae und Naueti aus. |
| 4. Dezember 2002         | In Dili kommen bei Unruhen fünf Menschen ums Leben. |
| 31. Januar 2003          | Am Flughafen Baucau verunglückt eine Iljuschin Il-76. Alle sechs Besatzungsmitglieder kommen ums Leben. |
| Februar 2005             | Die UN setzt die Empfangs-, Wahrheits- und Versöhnungskommission CAVR ein, um die Menschenrechtsverletzungen zwischen 1975 und 1999 aufzuarbeiten. |
| 9. März 2005             | Die Wahrheits- und Freundschaftskommission (CTF) wird von den Präsidenten Osttimors und Indonesiens eingerichtet, um wie die CAVR die Besatzungszeit aufzuarbeiten. |
| 21. April 2005           | Zwischen indonesischen Soldaten und osttimoresischen Polizisten der Unidade da Polícia de Fronteiras kommt es bei Maliana zu einem Schusswechsel |
| Mai 2005                 | Nach wochenlangen Protesten gegen Premierminister Alkatiri wird Religionsunterricht in öffentlichen Schulen wieder zum Pflichtfach |
| 20. Mai 2005             | Die letzten Soldaten der UNMISET verlassen Osttimor. Die UNOTIL bleibt mit 45 Mitarbeitern zur Unterstützung im Lande. |
| Oktober 2005             | Die CAVR stellt ihren Bericht Chega! über Menschenrechtsverletzungen während der indonesischen Besatzungszeit vor. |
| 12. Januar 2006          | Osttimor und Australien einigen sich im Treaty on Certain Maritime Arrangements in the Timor Sea über die Seegrenzen zwischen den Staaten und die Aufteilung der Erdölfelder im Timorgraben. |
| April/Mai 2006           | Es kommt zu den schwersten Unruhen in Osttimor seit der Unabhängigkeit. Mindestens 37 Menschen sterben, 155.000 müssen fliehen. (siehe dazu im Einzelnen Chronologie der Unruhen in Osttimor 2006) |
| 25. Mai 2006             | Die International Stabilization Force ISF landet in Osttimor, um wieder für Ordnung zu sorgen. Am 25. Mai werden mindestens acht Polizisten durch meuternde Soldaten erschossen und 25 weitere Menschen verletzt. |
| 26. Juni 2006            | Premierminister Marí Alkatiri tritt aufgrund der Proteste zurück. Sein Nachfolger wird José Ramos-Horta. |
| 25. August 2006          | Die UN entsendet mit der UNMIT eine neue Mission nach Osttimor. Sie beginnt mit ihrer Arbeit am 13. September. |
| 30. August 2006          | Der Rebellenchef Alfredo Reinado kann mit seinen Männern aus dem Gefängnis entkommen. |
| 1. März bis 4. März 2007 | Alfredo Reinado wird in Same von der australischen Armee eingekreist, kann aber schließlich entkommen. |
| Ende März 2007           | Zusammenstöße zwischen FRETILIN-Anhängern und Unterstützern von Gusmão und Ramos-Horta in Uato-Lari. Bis Mitte April fliehen hunderte Naueti aus Uato-Lari. |
| 9. April/9. Mai 2007     | José Ramos-Horta wird in zwei Wahlgängen zum neuen Staatspräsidenten gewählt. |
| 19. Mai 2007             | Um sein Amt als Staatspräsident am nächsten Tag übernehmen zu können, tritt Premierminister Ramos-Horta zurück. Sein Nachfolger wird Estanislau da Silva. |
| 30. Juni 2007            | Bei den Parlamentswahlen verliert die FRETILIN ihre absolute Mehrheit. Es kommt zu Ausschreitungen durch FRETILIN-Anhänger. |
| 8. August 2007           | Eine Fünf-Parteien-Koalition (Aliança da Maioria Parlamentar) unter Xanana Gusmão übernimmt die Regierung. |
| 11. Februar 2008         | Alfredo Reinado kommt bei einem Schusswechsel im Haus von Präsident Ramos-Horta ums Leben. Ramos-Horta wird schwer verletzt, Xanana Gusmão entkommt unverletzt einem Attentatsversuch auf seinen Wagen. Die Rebellenbewegung bricht im Laufe der folgenden Wochen zusammen.                                                              |
| Juli 2008                | Die CTF stellt ihren Abschlussbericht zur Besatzungszeit vor. |
| Januar 2009              | Gewaltwelle in Uato-Lari. |
| 8. August 2009           | Der mutmaßliche Kriegsverbrecher Maternus Bere wird in Suai festgenommen. Auf Druck Indonesiens wird ihr Staatsbürger aber am 30. August wieder freigelassen und später nach Westtimor abgeschoben. Es kommt daraufhin zu heftigen Protesten von UN, Menschenrechtsorganisationen, Kirche, Opposition und großen Teilen der Bevölkerung. |
| 3. März 2010             | 24 Rebellen werden wegen ihrer Teilnahme am Attentat vom 11. Februar 2008 zu mehrjährigen Haftstrafen verurteilt. |
| 26. Mai 2010             | Indonesische Soldaten dringen in das Gebiet des Sucos Beneufe ein, zerstören zwei Häuser und setzen ihre Flagge. Hintergrund sind Streitigkeiten über den Verlauf der Staatsgrenze. |

### 2012–2021

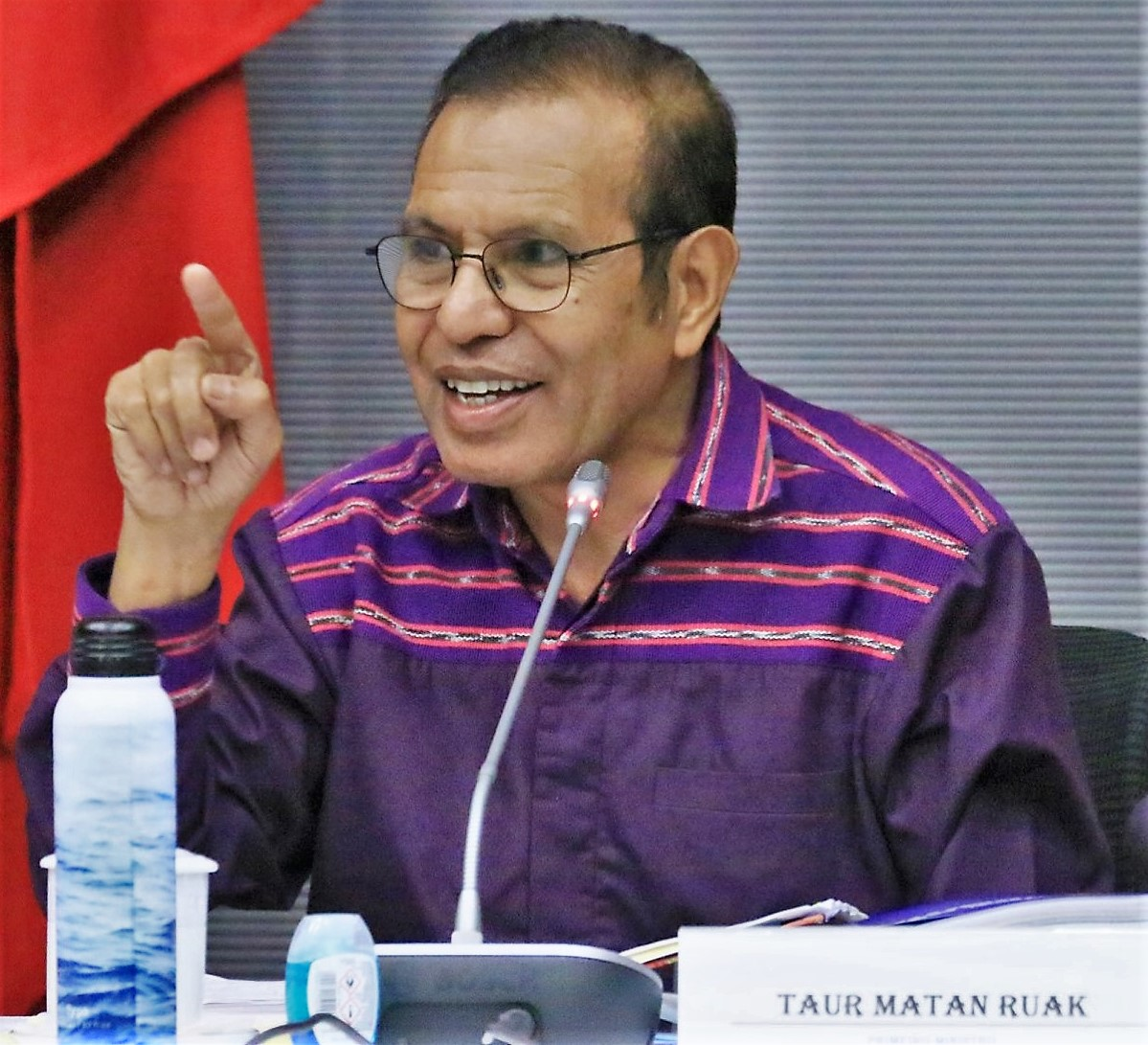
Taur Matan Ruak (2020)

2012 beginnt die politische Karriere von Taur Matan Ruak, der zunächst als Staatspräsident, dann als Premierminister eine führende Position übernimmt. Am Ende desselben Jahres verlassen die letzten UN-Sicherheitskräfte das Land. Die Klage Osttimors gegen Australien im Streit um die Seegrenze ist erfolgreich. Australien muss die Verträge um die Nutzung der Bodenschätze in der Timorsee neu verhandeln. Während Wahlen, Wahlkämpfe und Regierungswechsel auf der Straße immer geordneter ablaufen, wird der Konflikt zwischen den Parteien in den Institutionen immer härter geführt und verursacht Blockaden im politischen Ablauf. Im März 2020 erreicht die COVID-19-Pandemie Osttimor. Bis Ende 2021 sterben 122 Einwohner an dem Virus. Am 4. April 2021 verursacht der Zyklon Seroja mit schweren Überschwemmungen die schlimmste Naturkatastrophe in Osttimor seit 1973. 42 Osttimoresen kommen ums Leben. Ohne Opfer bleiben 2021 Erdbeben, eine Explosion eines Schlammvulkans und Waldbrände.
| 2012–2021               | |
| 17. März/16. April 2012 | Bei den Präsidentschaftswahlen gewinnt Taur Matan Ruak. |
| 7. Juli 2012            | Bei den Parlamentswahlen wird der CNRT die stärkste Partei und bildet eine Koalitionsregierung mit PD und Frenti-Mudança. Es kommt zu Ausschreitungen durch FRETILIN-Anhänger. |
| 15. – 17. Juli 2012     | Bei Ausschreitungen in Dili kommt ein Mann ums Leben. |
| November 2012           | Anhänger des CPD-RDTL besetzen illegal Land in Welaluhu und gründen gegen den Willen der lokalen Bevölkerung dort eine Kommune. |
| 31. Dezember 2012       | UNMIT und die Mission von ISF enden. Die letzten ausländischen Sicherheitskräfte verlassen Osttimor. |
| 23. Januar 2013         | Die frühere Justizministerin Lúcia Lobato muss eine fünfjährige Haftstrafe wegen Missmanagement antreten. Nach insgesamt 18 Monaten im Gefängnis wird sie am 30. August 2014 von Staatspräsident Taur Matan Ruak begnadigt.                                                                          |
| März 2013               | Die Polizei räumt die Kommune der CPD-RDTL in Welaluhu. |
| Oktober 2013            | Mauk Moruk kehrt nach Osttimor zurück und gründet den Konseilu Revolusionariu Maubere (KRM, deutsch Revolutionärer Rat Maubere) |
| November 2013           | Mitglieder des KRM marschieren in Uniform trotz Verbots in Laga auf. |
| Dezember 2013           | Osttimor klagt gegen die bisherigen Vereinbarungen über die Nutzungsrechte in der Timorsee mit Australien. Der australische Auslandsgeheimdienst ASIS hatte 2004 Wanzen im osttimoresischen Kabinettssaal installiert und Gespräche zu den Verhandlungen abgehört.                                   |
| Februar 2014            | In Lalulai (Verwaltungsamt Laga) wird ein Polizist bei einer Aktion gegen den KRM verletzt. |
| 3. März 2014            | KRM und CPD-RDTL werden durch das Nationalparlament verboten. |
| 10. März 2014           | Ein Verletzter durch einen KRM-Angriff im Verwaltungsamt Laga. |
| 14. März 2014           | Die KRM-Führung stellt sich der Regierung und wird verhaftet, beziehungsweise wird unter Hausarrest gestellt. Gleiches gilt für die Führung des CPD-RDTL. |
| 24. Oktober 2014        | Das Parlament entlässt alle ausländischen Mitarbeiter in der osttimoresischen Justiz. |
| 13. Dezember 2014       | Mauk Moruk und Labarik Maia vom KRM werden mangels Beweise freigelassen. |
| Januar 2015             | Der KRM nimmt zwei Polizisten als Geiseln und verletzt zwei weitere. Auf Vermittlung von Premierminister Gusmão kommen die Geiseln frei, Mauk Moruk und seine Getreuen flüchten in den Dschungel. |
| 18. Januar 2015         | Über die Mauer der Residenz des US-Botschafters in Dili wird ein Sprengsatz geworfen. Ein Auto und Fenster werden beschädigt |
| 5. Februar 2015         | Premierminister Xanana Gusmão erklärt seinen Rücktritt. |
| 16. Februar 2015        | Premierminister Rui Maria de Araújo von der FRETILIN wird mit seinem Kabinett vereidigt. |
| 8. März 2015            | Beim Angriff auf eine Polizeistation in Baguia werden drei Polizisten verletzt. Der zufällig anwesende Parlamentspräsident Vicente da Silva Guterres kommt nicht zu Schaden. Beginn der Operation Hanita gegen den KRM am 11. März.                                                                  |
| 28. Juni 2015           | Ein Soldat wird in Atelari von KRM-Mitgliedern angeschossen. |
| 6. August 2015          | In Osso-Uaque werden bei einem Feuergefecht ein KRM-Mitglied getötet und ein Polizist und ein Soldat schwer verletzt. |
| 8. August 2015          | Mauk Moruk und zwei weitere KRM-Kommandanten werden im Gefecht durch Soldaten getötet. Ende der Operation Hanita am 19. August. |
| März 2016               | Im Streit um den militärischen Oberbefehlshaber der Streitkräfte kündigt der CNRT die Koalition mit der PD. |
| 5. Mai 2016             | Parlamentspräsident Vicente da Silva Guterres (CNRT) wird vom Parlament zum Rücktritt gezwungen. Die PD-Mitglieder im Parlamentspräsidium werden abgewählt. Neuer Parlamentspräsident ist nun Adérito Hugo da Costa (CNRT). Auch die anderen Sitze im Präsidium werden mit CNRT-Mitgliedern besetzt. |
| 20. März 2017           | Bei den Präsidentenwahlen 2017 wird Francisco Guterres bereits im ersten Wahlgang gewählt. |
| 20. Mai 2017            | Francisco Guterres übernimmt von Taur Matan Ruak das Amt des Staatspräsidenten. |
| 22. Juli 2017           | Bei den Parlamentswahlen wird die FRETILIN knapp vor dem CNRT stärkste Partei, verfehlt aber die absolute Mehrheit. |
| 15. September 2017      | Marí Alkatiri wird erneut zum Premierminister vereidigt. Er stützt sich auf eine Minderheitskoalition aus FRETILIN und PD. |
| 12. Oktober 2017        | CNRT, PLP und KHUNTO bilden als Opposition eine neue Aliança da Maioria Parlamentar (AMP) |
| 19. Oktober 2017        | Die AMP lehnt das Regierungsprogramm ab. |
| 26. Januar 2018         | Staatspräsident Francisco Guterres löst das Parlament auf und ruft zu Neuwahlen auf. |
| 12. Mai 2018            | Bei den vorgezogenen Parlamentswahlen gewinnt die AMP die absolute Mehrheit. |
| 22. Juni 2018           | Taur Matan Ruak wird zum Premierminister vereidigt. |
| 18. November 2018       | Ein betrunkener Polizeibeamter erschießt bei der Tragödie von Culuhun drei junge Männer. |
| 28. Mai 2019            | Der Markt von Manatuto brennt ab. |
| 18. Juni 2019           | Der Flughafen Oecusse wird neu eröffnet. |
| 11. September 2019      | Das römisch-katholische Bistum Dili wird zum Erzbistum erhoben. |
| 17. Januar 2020         | Der Großteil der CNRT-Abgeordneten lehnt zusammen mit der Opposition den Haushaltsentwurf der Regierung zu wiederholten Male ab. Die Regierungskoalition AMP zerbricht. |
| 5. Februar 2020         | 17 Osttimoresen werden mit einem Flug der Air New Zealand aus dem von dem Coronavirus-Epidemie betroffenen Wuhan (Volksrepublik China) nach Neuseeland evakuiert. Am 21. Februar können sie nach Osttimor zurückkehren.                                                                              |
| 22. Februar 2020        | CNRT, PD, KHUNTO, UDT, FM und PUDD unterzeichnen die Vereinbarung zur Bildung einer neuen Regierungskoalition |
| 24. Februar 2020        | Taur Matan Ruak reicht seinen Rücktritt als Premierminister ein |
| 13. März 2020           | Eine Überschwemmung verursacht in Dili schwere Schäden. |
| 21. März 2020           | Erstmals wird eine Corona-Infektion in Osttimor gemeldet. |
| 27. März 2020           | Beginn des ersten Ausnahmezustands, aufgrund von COVID-19 bis zum 26. April 2020. |
| 8. April 2020           | Taur Matan Ruak nimmt sein Rücktrittsgesuch zurück. |
| 29. April 2020          | KHUNTO verlässt die neue Parteienallianz wieder und betont ihre Unterstützung der VIII. Regierung. |
| 11. Mai 2020            | Xanana Gusmão erklärt den Austritt des CNRT aus der Regierung. |
| 19. Mai 2020            | In einer chaotischen Parlamentssitzung wird Parlamentspräsident Arão Noé da Costa Amaral durch Aniceto Guterres Lopes ersetzt. |
| 19. Mai 2020            | Armeechef Lere Anan Timur droht mit der Verhaftung der Führer der RNDJK. |
| 4. April 2021           | Überschwemmungen in Dili und anderen Teilen von Osttimor |
| 3. Mai 2021             | Am Schlammvulkan von Raitahu kommt es zu einer gewaltigen Explosion |
| 29. Juli 2021           | In der Nacht zum 29. Juli brennen auf dem Gelände des ehemaligen Markt von Comoro über 400 Häuser nieder |
| 30. Dezember 2021       | Ein Erdbeben verursacht Sachschäden in Venilale |

### Seit 2022
| seit 2022                 | |
| 1. Januar 2022            | Atauro wird zur Gemeinde erhoben. Hatulia B und Loré entstehen als neue Verwaltungsämter                                                                                   |
| 19. April 2022            | José Ramos-Horta gewinnt gegen Amtsinhaber Francisco Guterres die Präsidentschaftswahlen in Osttimor 2022 in der Stichwahl. Ramos-Horta übernimmt das Amt am 20. Mai 2022. |
| 20. April 2023            | Totale Sonnenfinsternis im Osten des Landes. |
| 21. Mai 2023              | Parlamentswahlen in Osttimor 2023. Der CNRT gewinnt die Wahl deutlich und bildet mit der PD eine Koalition                                                                 |
| 22. Juni 2023             | Maria Fernanda Lay (CNRT) wird als erste Frau zur Parlamentspräsidentin gewählt.                                                                                           |
| 1. Juli 2023              | Xanana Gusmão wird zum zweiten Mal zum Premierminister vereidigt. Die IX. konstitutionelle Regierung Osttimors nimmt ihre Arbeit auf.                                      |
| 1. Januar 2024            | Die Verwaltungsämter Loes, Quelicai Antigo und Matebian werden geschaffen.                                                                                                 |
| 9. bis 11. September 2024 | Papst Franziskus besucht Osttimor. 600.000 Menschen nehmen an der Messe teil                                                                                               |
| 26. April 2025            | Bei der Trauerfeier für Papst Franziskus kommen 300.000 Menschen in Tasitolu zusammen.                                                                                     |